# کرنپیتس (استان لوبلین)
کرنپیتس (به لهستانی:  Krępiec) یک روستا در لهستان است که در گمینا موگیو واقع شده‌است.